# María Aurelia Bisutti
María Aurelia Bisutti, née le 20 juin 1930 et morte le 12 avril 2010, est une actrice argentine de cinéma et de télévision avec plus de 50 rôles à son actif entre 1948 et 1993, ainsi que de nombreux rôles au théâtre.

## Biographie
Née à Buenos Aires, elle entre dans le monde du cinéma en 1948 grâce à une audition lors d'une émission de variétés populaire à l'époque, Diario del cine, et travaille d'abord avec les réalisateurs Benito Perojo et Carlos Schlieper. Elle joue son premier rôle à la télévision dans un documentaire de 1960 sur la vie de Paul Gauguin et Edgar Degas. Elle tient le rôle principal dans A puerta cerrada de Pedro Escudero (1962) et joue dans le drame historique Martín Fierro (1968) du cinéaste Leopoldo Torre Nilsson. Elle est également connue pour un certain nombre de feuilletons radiophoniques.
Elle a reçu un prix prix Martín Fierro (es) pour l'ensemble de ses réalisations en 1999. Elle joue dans la série Las dos carátulas, diffusées sur LRA Radio Nacional à partir de 2002.

## Filmographie
- 1981 : Seis pasajes al infierno (Fernando Siro)
- 1980 : El diablo metió la pata (Carlos Rinaldi)
- 1979 : De cara al cielo (Enrique Dawi)
- 1975 : El inquisidor (Bernardo Arias)
- 1976 : Allá donde muere el viento (Fernando Siro)
- 1977 : La nueva cigarra (Fernando Siro)
- 1972 : Nino (Federico Curiel)
- 1970 : Con alma y vida (David José Kohon)
- 1969 : Kuma Ching (réal. Daniel Tinayre)
- 1968 : Martín Fierro (Leopoldo Torre Nilsson)
- 1968 : El derecho a la felicidad (Carlos Rinaldi)
- 1968 : Lo prohibido está de moda (Fernando Siro)
- 1966 : Hôtel alojamiento (Fernando Ayala)
- 1965 : Canuto Cañete, détective privé (Leo Fleider)
- 1963 : La calesita (Hugo del Carril)
- 1962 : Une puerta cerrada (Pedro Escudero)
- 1961 : Amorina (Hugo del Carril)
- 1961 : Libertad bajo palabra (Alfredo Bettamín)
- 1960 : Los de la mesa 10 (Simón Feldman)
- 1960 : Culpable (Hugo del Carril)
- 1960 : Plaza Huincul (Pozo Uno) (Lucas Demare)
- 1958 : Alto Paraná (Catrano Catrani)
- 1957 : Historia de una carta (Julio Porter)
- 1956 : Sangre y acero (Lucas Demare)
- 1954 : Los ojos llenos de amor (Carlos Schlieper)
- 1948 : La hostería del caballito blanco (Benito Perojo)
- 1948 : La serpiente de cascabel (Carlos Schlieper)